# لوچکی
لوچکی (انگلیسی: Luchki) یک شهرک در بخش پروخوروفسکی استان بلگورود کشور روسیه است.